# Зайцев +1
«Зайців +1» — російський комедійний телесеріал про життя студента-«ботаніка», що страждає роздвоєнням особистості.
Прем'єра серіалу відбулась 11 квітня 2011 року на каналі ТНТ. Всього знято 60 серій.

## Сюжет
Саша Зайцев — звичайний студент-«ботанік», який підробляє у салоні стільникового зв'язку «Сотоніст». Він слабкий, боязкий і нерішучий, не має успіху у дівчат. Але у Сашка є особливість: з шести років він страждає роздвоєнням особистості — варто вдарити його по голові, засліпити яскравим світлом або оглушити гучним звуком, як він перетворюється на Федора. Федір — повна протилежність Сашка: він завжди робить, що хоче, може запросто викрасти чужу машину чи помацати вподобану дівчину за груди. При цьому оточуючі не бачать «трансформації» і всі вчинки Федора сприймають як Сашині.

## Персонажі
- Саша Зайцев — головний герой серіалу. Студент, староста групи. Працює в салоні стільникового зв'язку «Сотоніст» продавцем-консультантом. Безнадійно закоханий у Настю — першу красуню інституту. Страждає роздвоєнням особистості.
- Федір — альтер-его Саші. Якщо Саша сором'язливий, то Федір дуже розкутий, грубий і цинічний. Завдяки доступності, ідеал Федора — Нурмінська. Любить повних жінок, хоча переспати може з будь-ким.
- Коля — найкращий друг Саші, КВК-шник. Постійно придумує несмішні жарти. Читає жіночі журнали та поради з них перевіряє на Саші.
- Женя Носова — дівчина-колега Саші по роботі в «Сотоністі», продавець-консультант, регулярно допомагає Саші радами, підігрує йому в потрібних ситуаціях. Віддає перевагу зрілим заможним чоловікам.
- Настя Ляпіна — однокурсниця Саші, в яку він закоханий. Настя звертає увагу на Сашу, але нечасто, тому що її займає її хлопець Ілля або подруги.
- Ілля Дюков — однокурсник Саші, хлопець Насті. Постійно змінює Насті, але вони не розлучаються. Ілля ставиться до Саші негативно, постійно називає його на прізвище, або на прізвисько «Заєць».
- Настя Нурмінська — однокурсниця Саші, його кошмар і коханка Федора. Закохана в Сашу, чим активно користується Федір. До 7 серії її ім'я Саша не знає, і називає тільки за прізвищем, а коли звертається до неї, говорить «Слухай».
- Брати Хом'якови — брати, друзі Іллі. Вони завжди на прохання Іллі можуть познущатися з Сашка.
- Галина Зайцева — мама Сашка. Зразок турботливої матері. Так як батько Саші кинув сім'ю, то вона постійно говорить про нього не в найкращому світлі. Ім'я стало відомо тільки в 10 серії (коли Саша знайомить маму з француженкою Стефані).
- Оля Сауткіна — найкраща подруга Насті.

## У ролях
- Філіп Котов — Саша Зайцев
- Михайло Галустян — Федір
- Жерар Депардьє — Жора, альтер-его батька Саші, батько Федора
- Іван Громов — Коля
- Наталія Костенева — Настя Ляпіна
- Тетяна Мухіна — мама Саші
- Павло Кабанов — Олег, батько Саші
- Олександр Солдаткін — Ілля
- Марина Личкіна — Нурмінська
- Олексій Коновалов і Руслан Сасін — брати Хом'якови
- Надія Іванова — Оля Сауткіна
- Марія Щербініна — Женя Носова
- Олександр Стефанцов — Вадим Вікторович Крекотень
- Денис Косяков — Ігор
- Олена Борзова — Катерина, мама Вадима
- Ольга Сташкевич — Олена, подруга Насті
- Аглая Шиловська — донька ректора